# Коваленко, Илья (киргизский футболист)
Илья Коваленко (17 апреля 1980) — киргизский футболист, нападающий, имеющий также гражданство Узбекистана. Выступал за сборную Кыргызстана.

## Биография
Во взрослом футболе начал выступать в 15-летнем возрасте в составе клуба «Семетей» (Кызыл-Кия), в 1995 году стал бронзовым призёром чемпионата Кыргызстана и обладателем национального Кубка. В 1996 году вместе с большей частью игроков «Семетея» перешёл в «Металлург» (Кадамжай), в его составе стал чемпионом страны и финалистом Кубка. В 1997 году снова играл за «Семетей».
В 1998 году перешёл в узбекский клуб «Нефтчи» (Фергана), где провёл следующие 12 сезонов. Становился чемпионом (2001), серебряным (1998, 1999, 2000, 2002, 2003, 2004, 2006) и бронзовым (2008) призёром чемпионата Узбекистана, финалистом Кубка Узбекистана (1998, 2001, 2002, 2005). Однако не во всех сезонах был твёрдым игроком основного состава. Наиболее результативным для форварда был сезон 2004 года, когда он забил 12 голов. Всего в составе ферганского клуба сыграл 189 матчей и забил 45 голов в высшей лиге Узбекистана. Во время выступлений за «Нефтчи» принял гражданство Узбекистана.
В конце карьеры провёл один сезон в узбекском клубе «Металлург» (Бекабад).
Выступал за олимпийскую сборную Кыргызстана, в отборочном турнире Олимпиады-2000 забил четыре гола («дубли» в ворота Туркменистана и Казахстана). В национальной сборной Кыргызстана дебютировал 15 ноября 2000 года в товарищеском матче против Эстонии. Первый гол за сборную забил 3 февраля 2001 года в игре отборочного турнира чемпионата мира против Сингапура. Всего в 2000—2001 годах сыграл за сборную 8 матчей и забил 2 гола. Впоследствии, как и многие киргизские футболисты, выступавшие за границей, отказывался играть за сборную, чтобы не считаться легионером в клубе.